# Ödön Pártos
Ödön Pártos (hongarès: Pártos Ödön)  (Budapest, 1 d'octubre de 1907 - Tel-Aviv i Jafa, 6 de juliol de 1977) va ser un violista i compositor hongarès-israelià. Guardonat amb el Premi Israel, va ensenyar i va exercir com a director de l'Acadèmia de Música Rubin, ara coneguda com l'Escola de Música Buchmann-Mehta a Tel-Aviv.

## Biografia
Partos va néixer a Budapest (en aquell moment, part de l'Imperi Austrohongarès) i va estudiar a l'Acadèmia de Música Franz Liszt, juntament amb Antal Doráti i Mátyás Seiber, va estudiar el violí amb Jenő Hubay i la composició amb Zoltán Kodály. En acabar els seus estudis, va ser acceptat al lloc de violinista principal en una orquestra a Lucerna, després de la qual va tocar en altres orquestres europees, entre elles, a Berlín. El 1934, després de l'ascens de Hitler al poder, Pártos va tornar al seu lloc de naixement, Budapest, on va ser violinista principal de l'orquestra simfònica de la ciutat.
El 1936, Bronisław Huberman va fundar l'Orquestra Palestina (ara: Israel Philharmonic Orchestra), per a la qual va reclutar músics jueus expulsats de les orquestres europees. Huberman va intentar incloure a Pártos, tot i que la seva ocupació va ser retardada a causa d'un compromís previ: un contracte amb el govern de la URSS mitjançant el qual Pártos va ensenyar violí i composició al Conservatori de Bakú, Azerbaidjan. El 1937, Pártos va deixar l'URSS, després d'haver-se negat a unir-se al Partit Comunista durant el període dels judicis de Moscou. Va tornar a Budapest, on va exercir com a violinista principal de l'orquestra juntament amb fer gires de concerts per països europeus.
En aquell moment, Bronisław Huberman va convidar Partos a una reunió a Florència, on li va oferir el lloc de violista principal a l'Orquestra Palestina. Partos, en declivi d'ofertes atractives provinents d'Amèrica del Sud (sobretot, Perú), va emigrar el 1938 a Palestina llavors sota mandat britànica.
Entre els anys 1938–1956, Pártos va ser el director de la secció de viola de l'Orquestra Filharmònica d'Israel, a més de tocar nombroses actuacions en solitari a Israel i a l'estranger. El 1946, juntament amb el violoncel·lista László Vincze, va fundar l'Acadèmia de Música Samuel Rubin Israel (ara: Escola de Música Buchmann-Mehta) a Tel-Aviv i el 1959 va ser fonamental per a la fundació de l'escola d'art Thelma Yellin. Tel-Aviv. El 1951, Pártos va ser nomenat director de l'Acadèmia Rubin, càrrec que havia de mantenir fins a la seva mort (tot i que l'estat de salut durant els darrers cinc anys de vida li va impedir participar activament en l'administració de l'Acadèmia, càrrec que va ocupar pel professor Arie Vardi que el va succeir com a director de la mateixa.
Ödön Partos és considerat un dels compositors israelians més importants. Va rebre el Premi Israel el 1954, el primer homenatjat en el camp de la música.
Entre els estudiants notables de Partos: Cecylia Arzewski, Dvora Bartonov, Menahem Breuer, Ilan Gronich, Rami Solomonow, Rivka Golani, Uri Mayer, Rami Bar-Niv, Yehoshua Lakner, Avraham Sternklar, Shelemyahu Zacks i Noa Blass.
Premis